# Andrea Petković
Andrea Petković, född 9 september 1987 i Tuzla i dåvarande Bosnien och Hercegovina i Jugoslavien, är en tysk högerhänt professionell tennisspelare. Hon har vunnit sex WTA-finaler.
Hon deltog i olympiska sommarspelen 2016.

## WTA-titlar
- Singel
  - 2009 - Bad Gastein
  - 2011 - Strasbourg
  - 2014 - Charleston
  - 2014 - Bad Gastein
  - 2014 - Sofia
  - 2015 - Antwerpen